# میدنایت‌بی‌اس‌دی
میدنایت‌بی‌اس‌دی (به انگلیسی: MidnightBSD) یک سیستم‌عامل آزاد شبه یونیکس است که هدف آن کاربران خانگی و میزکارها هستند. میدنایت‌بی‌اس‌دی بر اساسل نسخه ۶٫۱ سیستم‌عامل فری‌بی‌اس‌دی است. میدنایت‌بی‌اس‌دی کدهای زیادی را از میزکار نکست‌استپ قرض گرفته و از آنها استفاده می‌کند.

## تاریخچه و توسعه
پروژه میدنایت‌بی‌اس‌دی در سال ۲۰۰۵ با انشعاب از فری‌بی‌اس‌دی بنیان نهاده شد. لوکاس هالت، پدید آورنده این پروژه، قصد داشت سیستم‌عاملی مناسب برای کاربران خانگی که از بی‌اس‌دی مشتق شده ایجاد کند.